# 17458 Dick
17458 Dick este un asteroid din centura principală de asteroizi.

## Descriere
17458 Dick este un asteroid din centura principală de asteroizi. A fost descoperit pe 13 octombrie 1990 la Tautenburg de Lutz Dieter Schmadel și Freimut Börngen. Asteroidul prezintă o orbită caracterizată de o semiaxă mare de 3,01 ua, o excentricitate de 0,10 și o înclinație de 1,4° în raport cu ecliptica.